# Apollonia di Alessandria
Apollonia (in greco antico: Ἀπολλωνία?; ... – Alessandria d'Egitto, 249 circa) è stata una martire cristiana, venerata dalla Chiesa cattolica e dalle Chiese ortodosse come santa.
La tradizione vuole che le fossero stati cavati i denti di bocca e per questo viene considerata patrona dei dentisti, degli igienisti dentali e degli odontotecnici. La memoria liturgica viene celebrata il 9 febbraio.

## Agiografia
La storia del martirio di Apollonia ci è giunta tramite il racconto di Eusebio di Cesarea (265-340), il quale riporta un brano della lettera del vescovo Dionigi di Alessandria († 265), indirizzata a Fabio di Antiochia, in cui si narrano gli avvenimenti dei quali era stato testimone. Tra il 248 e il 249 in Alessandria d'Egitto scoppiò una sommossa popolare contro i cristiani, incitata da un indovino pagano. Apollonia, un'anziana donna cristiana nubile, che aveva aiutato i cristiani e fatto opera di apostolato, venne catturata con gli altri e venne percossa al punto di farle cadere i denti. Secondo la tradizione popolare le furono divelti i denti con le tenaglie. Venne poi preparato un gran fuoco per bruciarla viva se non avesse pronunciato delle bestemmie. Riuscita a liberarsi con un'astuzia dalle mani della plebe, si lanciò da sé tra le fiamme, dove morì, ritenendo senza dubbio che il suicidio non costituisse una colpa in quella situazione, temendo che le venisse violata la castità con lo stupro o che ulteriori torture prima del rogo le avrebbero fatto vacillare la fede. Il corpo della martire, secondo alcuni racconti, sarebbe stato ridotto in cenere. Alcune fonti dicono che morì durante il regno di Filippo l'Arabo, il presunto imperatore cristiano: se ciò è vero, Apollonia morì non dopo la primavera del 249.
Una passio latina, invece, trasferisce questo martirio in Roma, durante il governo dell'imperatore Giuliano: ciò lo posticipa almeno al 361, sebbene Eusebio, che per primo riporta il fatto dalla lettera di Dionigi a Fabio di Antiochia, sia morto almeno vent'anni prima di questa data.

## Culto

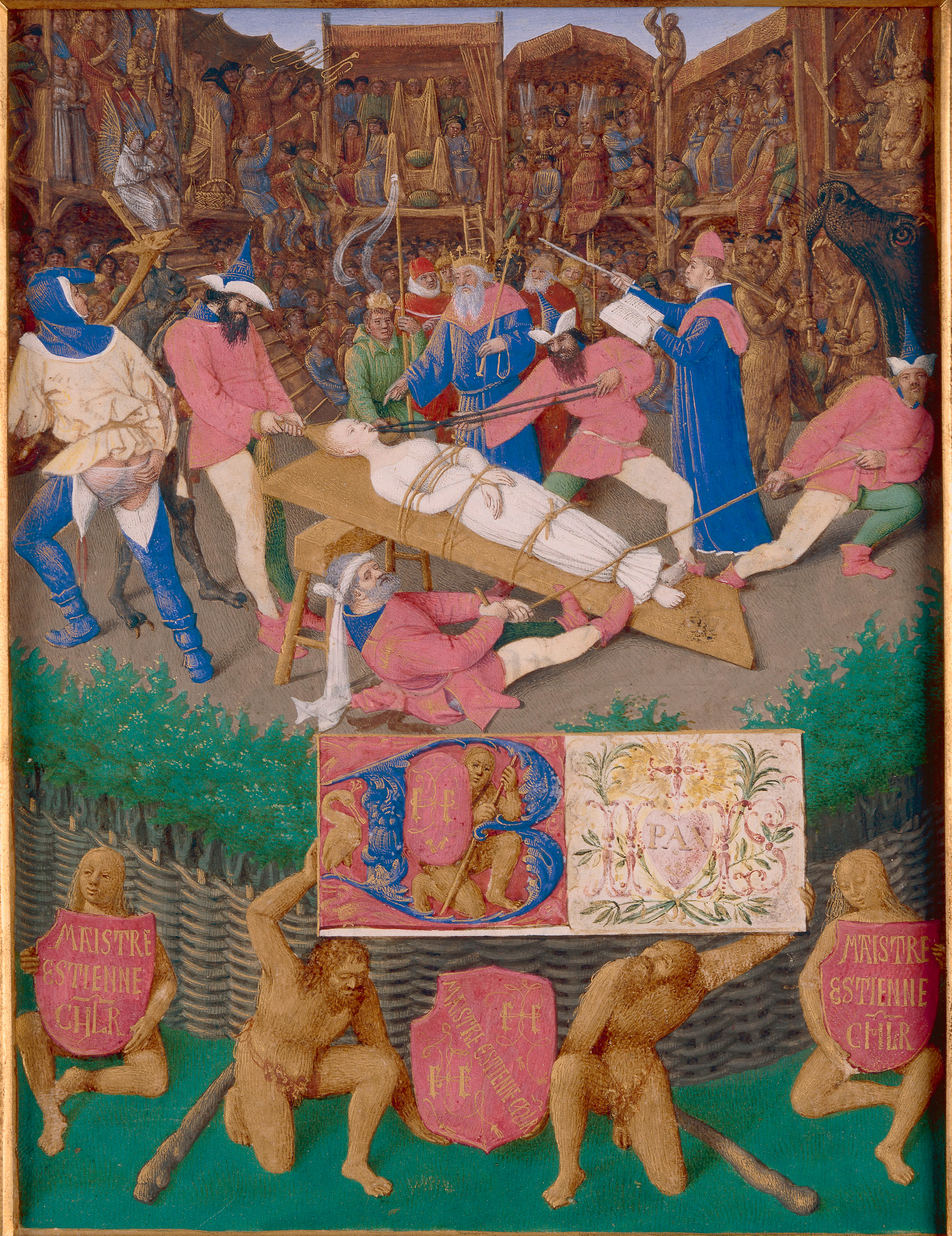
Martirio di santa Apollonia, manoscritto tratto dal Libro d'Ore d'Etienne Chevalier, opera di Jean Fouquet.

Papa Pio VI, volendo mettere ordine nel culto delle reliquie, fece raccogliere in tutta Italia presunti denti di santa Apollonia, riempiendo uno scrigno di tre chili di peso, gettato successivamente nel Tevere.
La sua festa si celebra sin dall'antichità il 9 febbraio. 
A causa della tradizione secondo la quale le furono estirpati i denti, santa Apollonia è raffigurata nell'iconografia come una giovane vergine che tiene in mano una tenaglia che stringe un dente.

## Proverbi
- Sant'Apollonia spaca la tonia

"Santa Apollonia spacca la tonaca"
Il proverbio, di origine friulana, indica che i giorni in cui il calendario celebra Santa Apollonia dovrebbero essere giorni molto ventosi.